# 圣格鲁
圣格鲁（法語：Saint-Groux，法語發音：[sɛ̃ ɡʁu]）是法国夏朗德省的一个市镇，位于该省中北部，夏朗德河左岸，属于孔福朗区。

## 地理
圣格鲁（45°53'49"N, 0°10'4"E）面积4.5 平方千米，位于法国新阿基坦大区夏朗德省，该省份为法国西部内陆省份，北起德塞夫勒省和维埃纳省，东临上维埃纳省，东南至多尔多涅省，南至多爾多涅省，西接滨海夏朗德省。
与圣格鲁接壤的市镇（或旧市镇、城区）包括：塞莱特、丰特尼耶、吕克塞、芒勒莱枫丹。

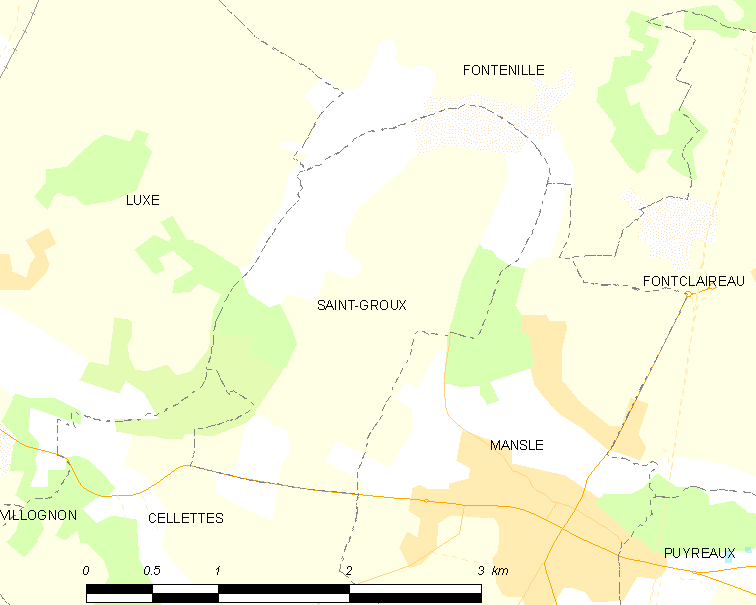
圣格鲁的OSM定位图

圣格鲁的时区为UTC+01:00、UTC+02:00（夏令时）。

## 行政
圣格鲁的邮政编码为16230，INSEE市镇编码为16326。

## 政治
圣格鲁所属的省级选区为布瓦克斯-芒卢瓦县。

## 人口

1962-2008年间圣格鲁人口变化图示

圣格鲁于2022年1月1日时的人口数量为130人。